# Терновский-Платонов, Иван Матвеевич
 Иван Матвеевич Терновский-Платонов  (1800—1849) — магистр богословия, профессор Московской духовной семинарии и преподаватель логики Московского университета.

## Биография
Сын священника московской «Иоанно-Предтеченской церкви, что на Покровке» — Матвея Матвеевича Терновского; брат профессора П. М. Терновского.
Образование получил в Московской духовной семинарии (1822) и Московской духовной академии, курс которой окончил в 1826 году со степенью магистра. Был удостоен стипендии митрополита Платона (Левшина), вместе с правом именоваться «Платоновым».
В 1826—1834 годах состоял профессором словесности, гражданской истории Московской духовной семинарии; с октября 1826 года начал преподавать и немецкий язык (с 1828 года читал только курс словесности).
С 1834 по 1846 годы преподавал в Александровском сиротском училище русскую словесность и логику. Одновременно, в 1837—1839 годах, читал логику в Московском университете.
Скончался в чине надворного советника 19 ноября (1 декабря) 1849 года в Москве.